# Steele Glacier
Steele Glacier är en glaciär i Kanada.   Den ligger i territoriet Yukon, i den västra delen av landet, 4 400 km väster om huvudstaden Ottawa. Steele Glacier ligger 1 656 meter över havet.
Terrängen runt Steele Glacier är bergig österut, men västerut är den kuperad. Steele Glacier ligger nere i en dal. Trakten runt Steele Glacier är nära nog obefolkad, med mindre än två invånare per kvadratkilometer.. Det finns inga samhällen i närheten. 
Trakten runt Steele Glacier är permanent täckt av is och snö.